# Lucjan Siemieński
Lucjen Siemieński  (13. srpna 1807 Kamiena Góra v Haliči – 27. listopadu 1877 Krakov) byl polským spisovatelem, vydavatelem a literárním kritikem.

## Životopis
Siemienski studoval od roku 1828 v Oděse orientální jazyky a zúčastnil se Listopadového povstání. Do roku 1846 se zdržoval částečně ve Francii, částečně na Poznaňsku a v uvedeném roce se usadil v Krakově, kde založil noviny Czas (Čas). Byl členem Akademie věd a rozvinul literární činnost, která šla spíše do šířky než do hloubky.
Jako básník se stal prvně známým skrze vynikající překlad českého Rukopisu královodvorského (Krakov 1836). Z jeho vlastních básní si zaslouží zmínku romance Traby w Dnieprze (prvně vyšlo v Krakově roku 1844), potom často přetiskováno). Ve svých Legendách polských ruských a litevských (Poznaň 1845) s velkou dovedností udal tón lidové písni. Jemu také polská literatura vděčí za úspěšné překlady Horáciových Ód (Krakov 1869) a Odysea (Krakov 1873). Na pole historie vstoupil s kratšími dějinami Polska: Wieczory pod lipa (Večery pod lípou, Poznaň 1845), které svého času patřily k nejpopulárnějším knihám v Polsku. Mezi jeho romány si zaslouží zmínku Muzamerit (Poznaň 1845). Bezpočetné jsou jeho rozptýlené a literárně historické a kritické statě, některé z nich vyšly souborně pod názvem Portety literackie (Poznaň, 1865-1875, 5 svazků).

## Dílo v češtině
- Básník-vojín: Život Kazimíra Brodzińského. Praha: nákladem překladatele, 1864.
- Lucinana Šeměňského Večery pod lípou, čili Dějepis polský. Brno: Vilém Foustka, 1863.